# Emma Penella
Pour les articles homonymes, voir Penella.
Emma Penella, née le 2 mars 1931 à Madrid et morte le 27 août 2007  dans sa ville natale, est une actrice de cinéma, de théâtre et de télévision espagnole.

## Famille
Emma Penella est la sœur d'Elisa Montés et de Terele Pávez, elles aussi comédiennes, et la nièce du compositeur Manuel Penella.
Elle est la fille de Ramón Ruiz Alonso (es), ex-député de Grenade de la CEDA, responsable de l'arrestation de Federico García Lorca qui aura pour conséquence son assassinat durant la guerre d'Espagne.

## Filmographie
- 1950 : Truhanes de honor d'Eduardo García Maroto : Luisa
- 1952 : L'Emprise du destin (Los ojos dejan huellas) de José Luis Sáenz de Heredia : Lola
- 1952 : Barco sin rumbo de José María Elorrieta
- 1952 : Mascarade d'amour (Doña Francisquita) de Ladislas Vajda : Aurora 'La Beltrana'
- 1953 : ¡Che, qué loco! de Ramón Torrado : Esperancita Couceiro
- 1953 : La Charge infernale (Carne de horca) de Ladislas Vajda : Consuelo
- 1953 : L'Aventurier de Séville (Aventuras del barbero de Sevilla) de Ladislas Vajda : Duchesse de San Tirso
- 1954 : Les Comédiens (Cómicos) de Juan Antonio Bardem : Marga
- 1954 : La Patrouille des sables de René Chanas : Héléna, la fiancée du capitaine Faviet
- 1954 : Tres hombres van a morir de Feliciano Catalán - version espagnole du précédent : Héléna, la fiancée du capitaine Faviet
- 1955 : El guardián del paraíso d'Arturo Ruiz Castillo : Monja
- 1955 : Los peces rojos de José Antonio Nieves Conde : Ivón
- 1956 : Une vraie garce (Fedra) de Manuel Mur Oti : Estrella
- 1957 : El batallón de las sombras de Manuel Mur Oti : Lola / Laura
- 1957 : Un marido de ida y vuelta de Luis Lucia : Leticia Romero
- 1957 : La guerra empieza en Cuba de Manuel Mur Oti : Juanita / Adelaida
- 1959 : De espaldas a la puerta de José María Forqué : Lola
- 1960 : Un ángel tuvo la culpa de Luis Lucia : Eulalia
- 1960 : Sentencia contra una mujer d'Antonio Isasi-Isasmendi
- 1961 : Scano Boa de Renato Dall'Ara : Buba
- 1962 : El amor de los amores de Juan de Orduña : Juana
- 1963 : Alegre juventud de Mariano Ozores
- 1963 : La cuarta ventana de Julio Coll : Dora García
- 1963 : Carta a una mujer de Miguel Iglesias : Flora
- 1963 : Le Bourreau (El verdugo) de Luis García Berlanga : Carmen
- 1964 : Les Aventuriers de la jungle (Die goldene Göttin vom Rio Beni ) de Franz Eichhorn et Eugenio Martín : Dinah
- 1964 : La hora incógnita de Mariano Ozores : Une prostituée
- 1964 : Les Terreurs de l'Ouest (I magnifici brutos del West) de Marino Girolami : Lucy
- 1965 : Humour noir (segment 2 - Miss Wilma, La Mandrilla) de José María Forqué : Miss Wilma
- 1966 : Lola, espejo oscuro de Fernando Merino et José Luis Sáenz de Heredia : Lola
- 1966 : La busca d'Angelino Fons : Rosa
- 1970 : Fortunata y Jacinta d'Angelino Fons : Fortunata
- 1971 : La primera entrega d'Angelino Fons
- 1974 : La Regenta de Gonzalo Suárez : Ana Ozores
- 1985 : Padre nuestro de Francisco Regueiro : María
- 1986 : L'Amour sorcier (El amor brujo) de Carlos Saura : Tía Rosario
- 1987 : La estanquera de Vallecas d'Eloy de la Iglesia : Doña Justa
- 1988 : Viento de cólera de Pedro de la Sota : Sagrario
- 1990 : Doblones de a ocho d'Andrés Linares : Palmira
- 1995 : Mar de luna de Manolo Matji : Catalina
- 1999 : En route pour le palais (Pídele cuentas al rey) de José Antonio Quirós : Carmen
- 2003 : L'Amant bulgare (Los novios búlgaros) d'Eloy de la Iglesia : Remedios

## Récompenses et distinctions
En 1997, Emma Penella reçoit la Médaille d'or du mérite des beaux-arts par le ministère espagnol de l'Éducation, de la Culture et des Sports.